# Simopteryx noyalidaria
Simopteryx noyalidaria är en fjärilsart som beskrevs av Charles Oberthür 1911. Simopteryx noyalidaria ingår i släktet Simopteryx och familjen mätare. Inga underarter finns listade i Catalogue of Life.